# Horaga chalcedonyx
Horaga chalcedonyx är en fjärilsart som beskrevs av Hans Fruhstorfer 1914. Horaga chalcedonyx ingår i släktet Horaga och familjen juvelvingar. Inga underarter finns listade i Catalogue of Life.